# روش گزینش جنسی XY

کروموزوم جنسی مگس سرکه

روش گزینش جنسی XY یا سیستم تعیین جنسی XY؛ (به انگلیسی: XY sex-determination system)، یکی از روش‌های جنسیت گزینی است که در انسان‌ها، بیشتر پستانداران، برخی از حشرات (مانند مگس سرکه)، برخی از مارها و برخی گیاهان (از سردهٔ کهن‌داران)، دیده می‌شود. در این رویه، جنسیت فردی را؛ یک جفت کروموزوم جنسی، تعیین می‌کند. جنس ماده معمولاً دارای یک نوع کروموزوم جنسی (XX) است. و به آن جنسیت هم‌گرا یا همگون می‌گویند. جنس نر معمولاً دارای دو نوع کروموزوم جنسی: (XY) است. این وضعیت، جنسیت ناهمگون یا ناهم‌گرا نامیده می‌شود. موارد استثنایی تعیین جنسیت عبارت‌اند از: XX مذکر یا XY ماده، یا سندروم‌های دیگر.
در انسان‌ها، حضور کروموزوم Y عامل تحریک و آغاز رشد انسان نر (مرد) است. در صورت موجود نبودن کروموزوم Y، جهت رشد و نمو جنین به‌سوی شکل‌گیری جنسیت ماده (زن) خواهد بود. مهم‌تر از این و به‌ویژه، این عامل ایجاد بیضه است که در کروموزوم Y قرار دارد و از این رو در تمایز جنسیتی مرد از اهمیت بالا برخوردار است. تغییرات و اختلال‌های کروموزومی می‌تواند شامل ناهنجاری‌های نادری مانند سندرم جنسیتی XX (اغلب به دلیل جابه‌جایی ژن SRY به کروموزوم X)، یا هیپوگنادیزم XY در افرادی که به دلیل دگرگونی‌ها در ژن SRY ظاهری زنانه دارند. علاوه بر این، دگرگونی‌های ژنتیکی کمیاب دیگری مانند نشانگان ترنر و سندرم کلاین‌فلتر (XXY) نیز دیده می‌شود.
روش تعیین جنسی ZW؛ روش گزینش جنسیت دیگری است که در پرندگان، برخی از حشرات، خزندگان و برخی جانوران دیگر دیده می‌شود. در این روش جانوران ماده دارای دو نوع کروموزوم جنسی (ZW) و جانور نَر تنها یک نوع کروموزوم جنسی دارد (ZZ)
برای چندین دهه باور کلی بر آن بود که در همهٔ مارها گزینش جنسی از راه سیستم ZW تعیین می‌شود، ولی بررسی‌های شهودی ژنتیک گونه‌ها، وجود عوامل غیرمنتظره‌ای را در خانواده‌های اژدرماران و پایتونان نشان داد؛ به عنوان مثال، در تولید مثل، بکرزایی تنها توسط ماده‌ها (به جای نرها) صورت می‌گیرد؛ که مخالف آنچه که در سیستم ZW انتظار می‌رود است.
این‌گونه نظریه‌های پژوهشی در نخستین سال‌های قرن بیستم، نشان داد که همهٔ پایتون‌ها و بوآهایی که تا کنون مورد بررسی قرار گرفته‌اند بی‌تردید روش گزینش جنسی XY را دارند.
یک تعیین جنسیت وابسته به دما (TSD) نیز در برخی از خزندگان وجود دارد.